# Actinomyces naeslundii
Actinomyces naeslundii es una bacteria grampositiva con forma de bastón que se encuentra en la cavidad oral de los seres humanos. La especie se relaciona patológicamente tanto con la enfermedad periodontal, como con las caries dentales. En otros casos, A. naeslundii se asocia con una buena salud bocal. Es una de las primeras bacterias en ocupar la cavidad bucal y colonizar la superficie dental. También se ha aislado de mujeres que sufren de vaginosis bacteriana.

## Descripción
A. naeslundii es una bacteria Grampositiva y pleomórfica al microscopio. Es un tipo de bacteria que no forma esporas y es anaeróbica o microaerofólico.
En el 2009, la especie de A. naeslundi se dividió en dos. Las bacterias anteriormente conocidas como "Actinomyces naeslundi genoespecie 2" fue reclasificada bajo el nuevo nombre de especie Actinomyces oris. En cuanto a la conocida anteriormente como "Actinomyces naeslundi genospecies WVA 963" se reclasifico como Actinomyces johnsonii.

## Función en enfermedad
Muchas especies del género Actinomyces, incluido A. naeslundii, causan una enfermedad crónica llamada actinomicosis, que se caracteriza por edema y formación de abscesos que pueden ser purulentos. Esto se puede acompañar de fibrosis tisular.
Las infecciones de la boca, cara, y cuello son las más comúnmente reconocidas; sin embargo también pueden estar afectados la región torácica, abdomen, pelvis, y el sistema nervioso central.